# Buthus tunetanus
Espèce
Synonymes
- Scorpio tunetanus Herbst, 1800

Buthus tunetanus est une espèce de scorpions de la famille des Buthidae.

## Distribution
Cette espèce se rencontre en Tunisie, en Libye, en Algérie et au Maroc.
Sa présence à Malte est incertaine.

## Description
Buthus tunetanus mesure de 55 à 75 mm.

## Systématique et taxinomie
Cette espèce a été décrite sous le protonyme Scorpio tunetanus par Herbst en 1800. Elle est placée dans le genre Androctonus par Ehrenberg en 1829 puis dans le genre Buthus par Simon en 1872. Elle est considérée comme une sous-espèce de Buthus occitanus par Birula en 1903. Elle est élevée au rang d'espèce par Lourenço en 2003.

## Étymologie
Son nom d'espèce lui a été donné en référence au lieu de sa découverte, Tunis.

## Publication originale
- Herbst, 1800 : « Naturgeschichte der Skorpionen. » Natursystem der Ungeflügelten Insekten. Berlin, Bei Gottlieb August Lange, p. 1–86 (texte intégral).